# クロトラム
クロトラム（Crotram）は、電機メーカーであるコンサールを中心としたクロアチア国内企業によるコンソーシアム。同国の首都・ザグレブの路面電車であるザグレブ市電に向けて超低床電車を製造するために設立された経緯を持つ。この項目では、クロトラムが手掛ける路面電車車両のTMK 2200とTMK 2300を中心に解説する。

## 設立・導入への経緯
2001年12月7日、ザグレブ市電を運営するザグレブ市の子会社のザグレブ電気軌道（ZET、Zagrebački električni tramvaj）は、今後の路面電車に関するプロジェクトを総会で承認し、10日後の12月17日にその中の1つであるバリアフリーに適した超低床電車を導入するための国際入札を発表した。シーメンスやアンサルドブレーダといった世界各地の企業が参加する中、クロアチア国内では以下の4社が共同でコンソーシアム「クロトラム」を立ち上げ、入札に参加する事が決定した。
- コンサール・エレクトロインダストリヤ（クロアチア語版）（Končar Elektroindustrija）
- コンサール・発電所・電動機技術株式会社（クロアチア語版）（Končar - Inženjering za energetiku i transport）
- TŽVグレデリ（クロアチア語版）（TŽV Gredelj）
- ジュロー・チャコビッチ（英語版）（Đuro Đaković）

入札の結果、クロトラムの代表企業であるコンサールが提出した1億1,193万ユーロ分の提案が最適とみなされ、2003年2月24日に70両分の発注がクロトラムとザグレブ市の間に結ばれた。そして2005年4月27日に最初の車両がザグレブ市電に到着し、同年7月13日から営業運転を開始した。

## 構造
クロトラムが開発した路面電車車両は、床上高さが350 mm（乗降扉付近は300 mm）に統一され、車内に段差やスロープが存在しない100 %超低床電車である。構造についてはドイツで開発された超低床電車であるブレーメン形との類似性が指摘されているが、全車体に台車が設置されているブレーメン形とは異なり、クロトラムの路面電車車両は車軸が存在しない独立車輪式台車が1台設置された車体が、台車が存在しないフローティング車体を挟む編成が組まれている。
全溶接構造を用いた鋼製車体は丸みを帯びた流線形の前面を有しており、両開き式プラグドアを採用した乗降扉の幅は車椅子やベビーカー利用客でも乗降が容易となるよう1,538 mmと広くとられている。車内の座席として通路を挟んで左右1列ずつクロスシートが配置され、台車が設置されている車体にはフリースペースも存在する。また、車内には冷暖房双方に対応した空調も完備されている。
電気機器はクロアチア国内企業製のものが使用されており、主電動機はVVVFインバータ制御に対応した三相誘導電動機が用いられる他、制御装置や補助電源装置などの各種機器は車両制御ユニット（VCU）によって制御や管理や診断が行われる。この制御ユニットは非常時に備えて冗長性が確保されている他、車両に搭載された各種制御モジュール間の通信には双方向ネットワーク「CAN」が用いられる。集電装置はシングルアーム式パンタグラフで、運転台が存在する前方車体に1基搭載されている。
これらの構造によりクロトラムの超低床電車は従来の車両と比べて運用・維持費が抑えられている事に加え、他社が展開する同様の車両と比べても製造費が安価となっており、次項で述べる各都市への導入が決定した要因の1つとなっている。
2020年時点で以下の2種類の形式の展開が実施されている他、顧客からの要望に応じて7車体連接車の製造も可能である。
- TMK 2200 - 片運転台式の5車体連接車[3][4]。
- TMK 2300 - 片運転台式の3車体連接車。TMK 2200-Kという形式名で呼ばれる場合もある[4][8][14]。

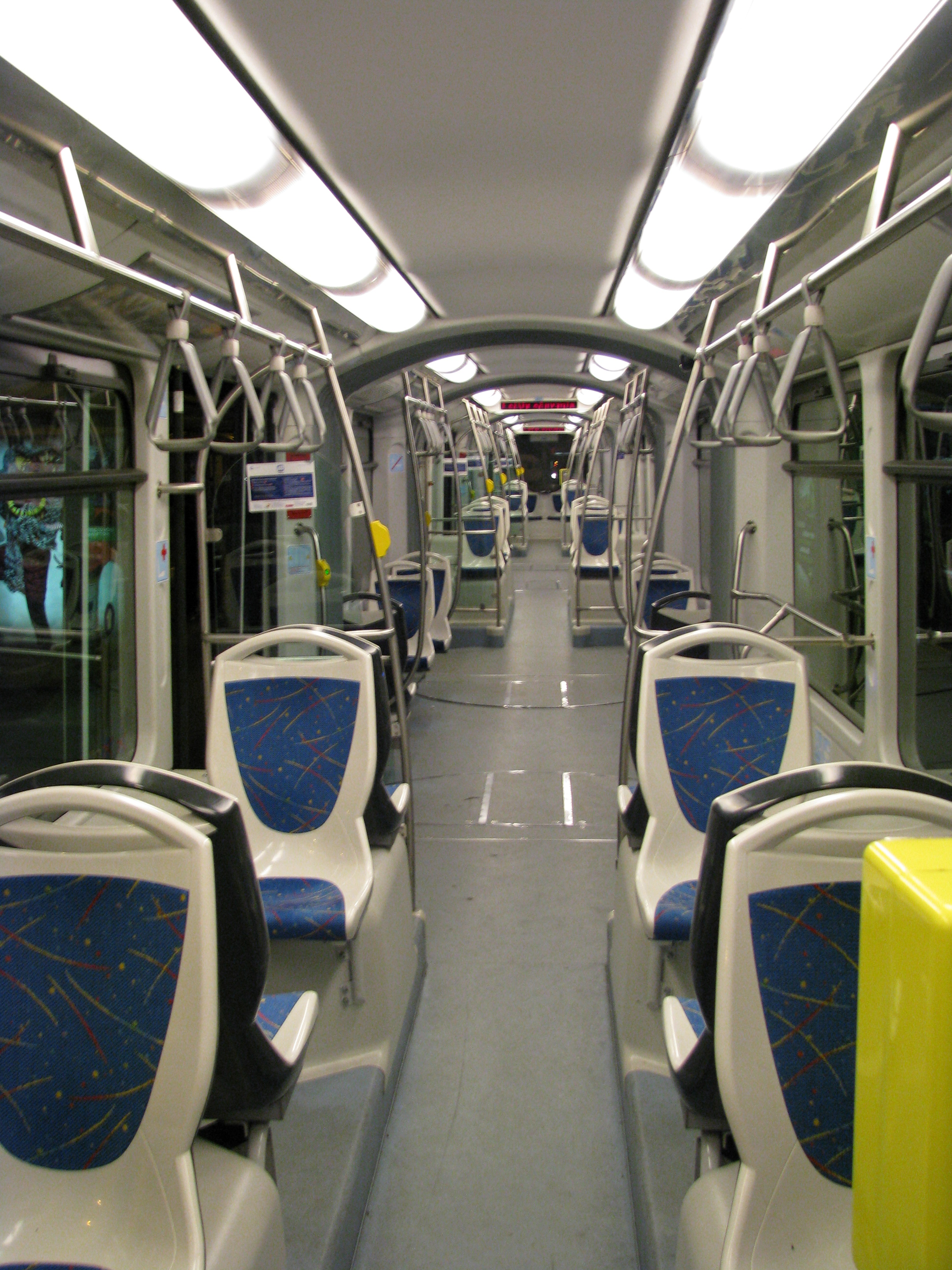
車内
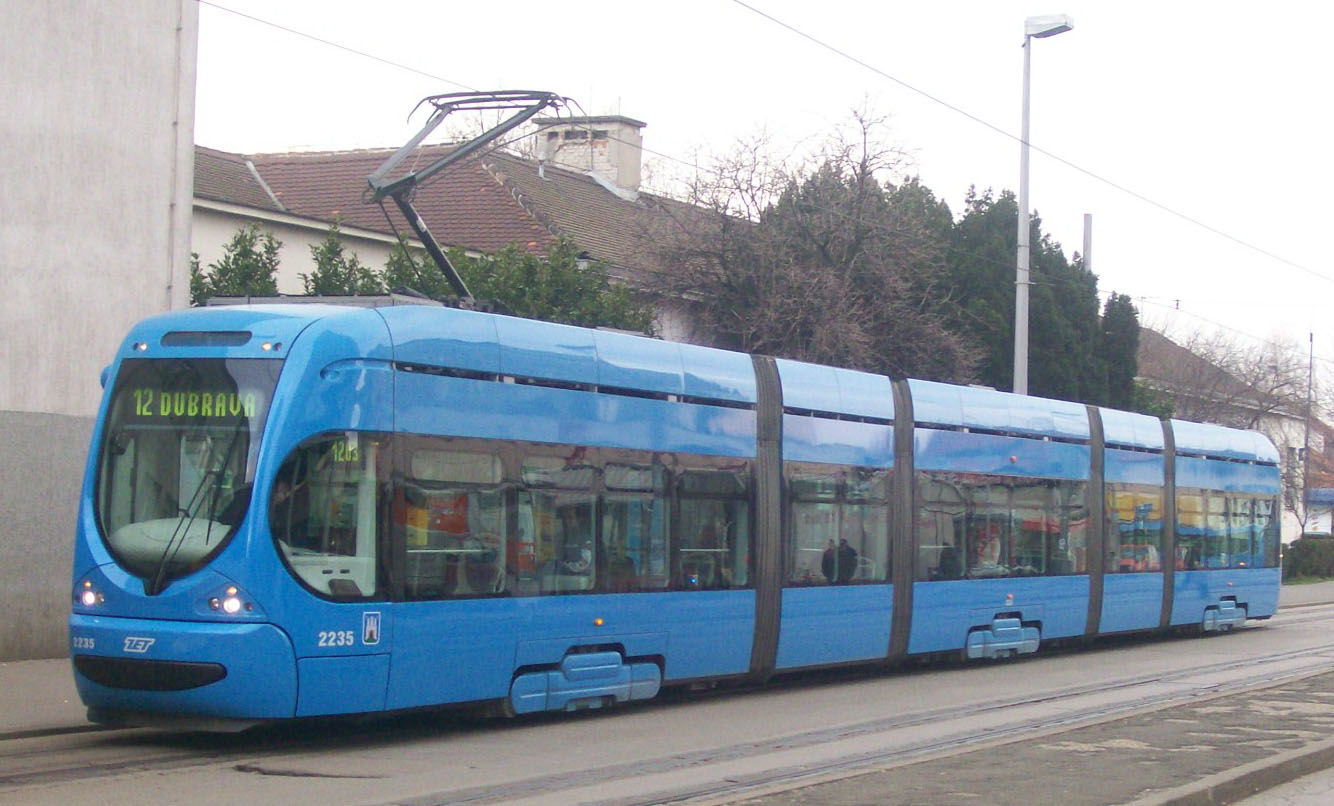
左側面には乗降扉が存在しない（TMK 2200）
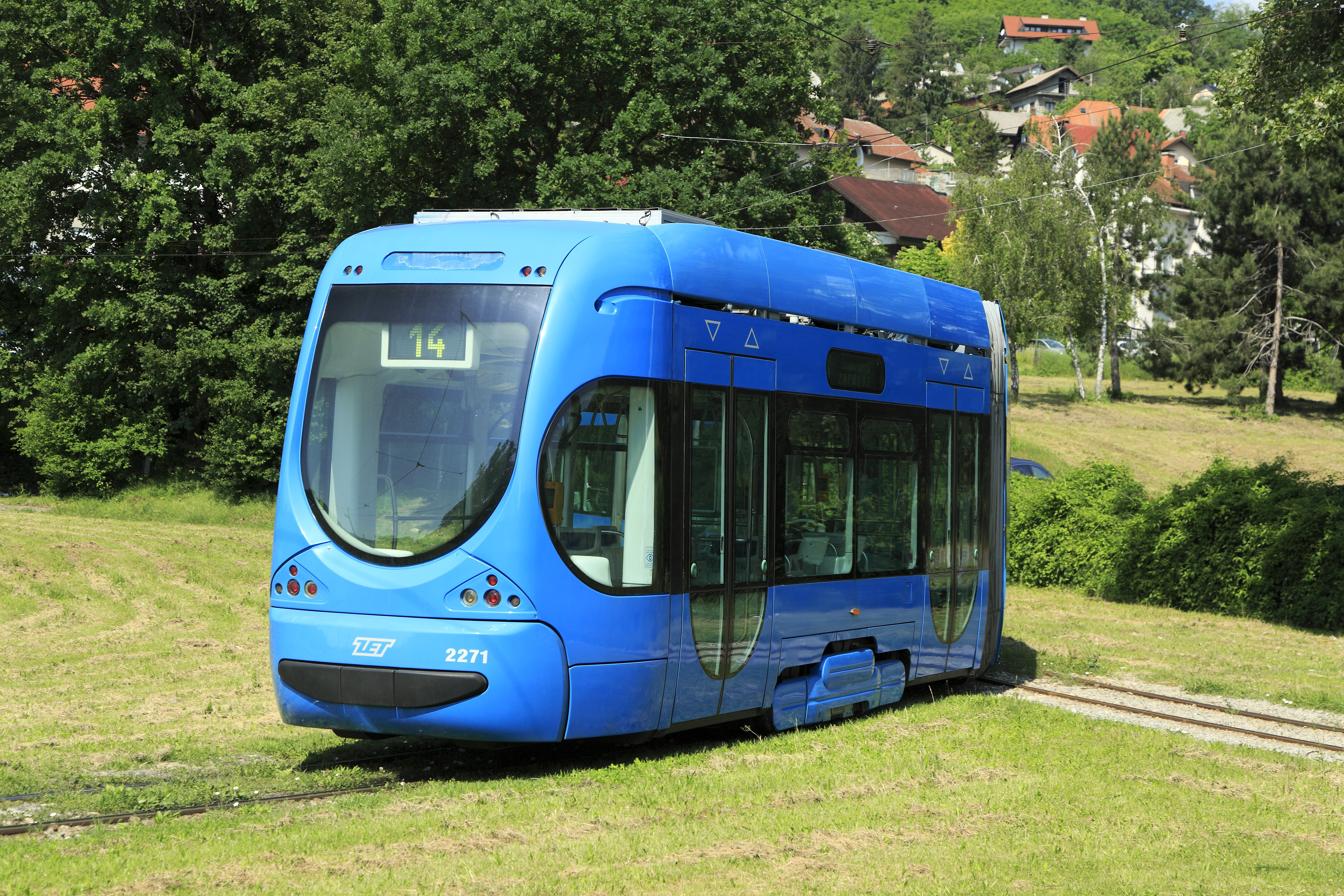
後方（TMK 2200）

## 導入

### ザグレブ

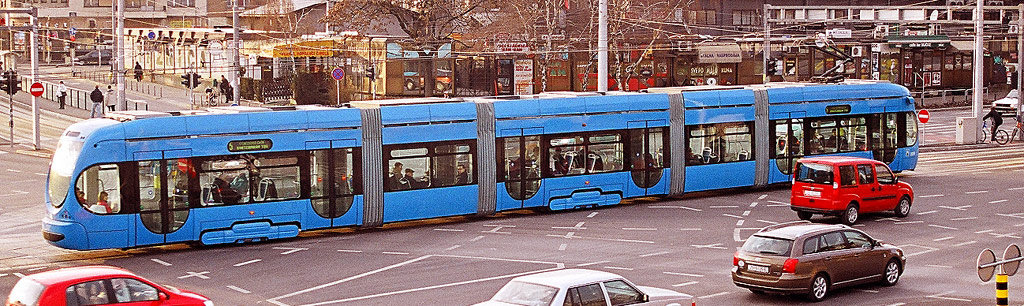
TMK 2200の編成全景

前述の通り、最初の発注先となったザグレブ市電には2005年4月27日に最初の車両となる5車体連接車のTMK 2200が到着し、7月13日から営業運転を開始した。その後、1次車となる70両は2007年5月28日まで2年以上に渡って製造が行われ、6月7日には全車両が到着した事を祝し、ザグレブ市電の一部区間の運行を休止したうえで70両全てを全長2.5 kmの区間に並べると言う記念イベントも実施された。更に同年には70両の追加発注に関する契約がクロトラムとZETの間で結ばれ、その内容に基づき2010年まで増備が行われた。そのため、2018年時点におけるTMK 2200の在籍数は140両となっている。
また、これらとは別に2009年からは3車体連接車のTMK 2300も運行を開始しており、2018年の時点で2両が導入されている。当初は更に58両の製造も予定されていたが、TMK 2200も含めて2010年以降ザグレブ市電へのクロトラム製の路面電車車両の導入は行われていない。

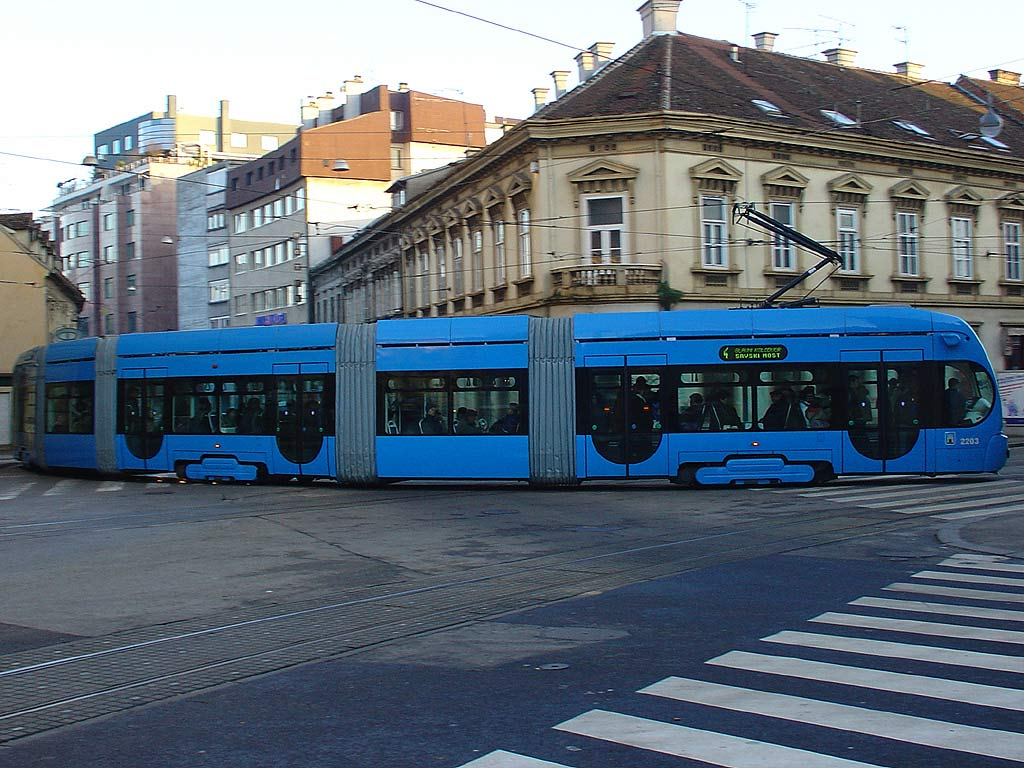
交差点を曲がるTMK 2200
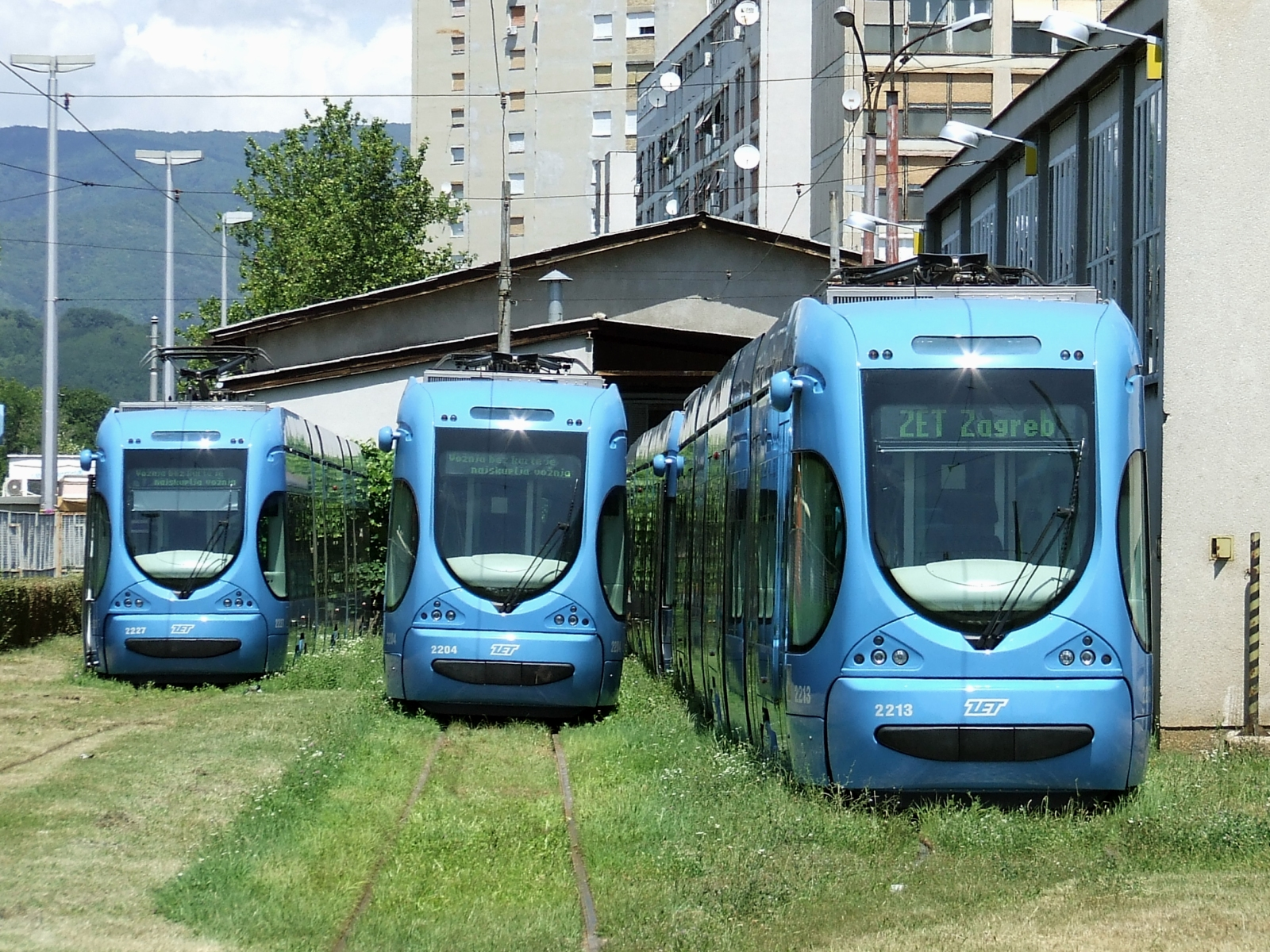
車庫に並ぶTMK 2200
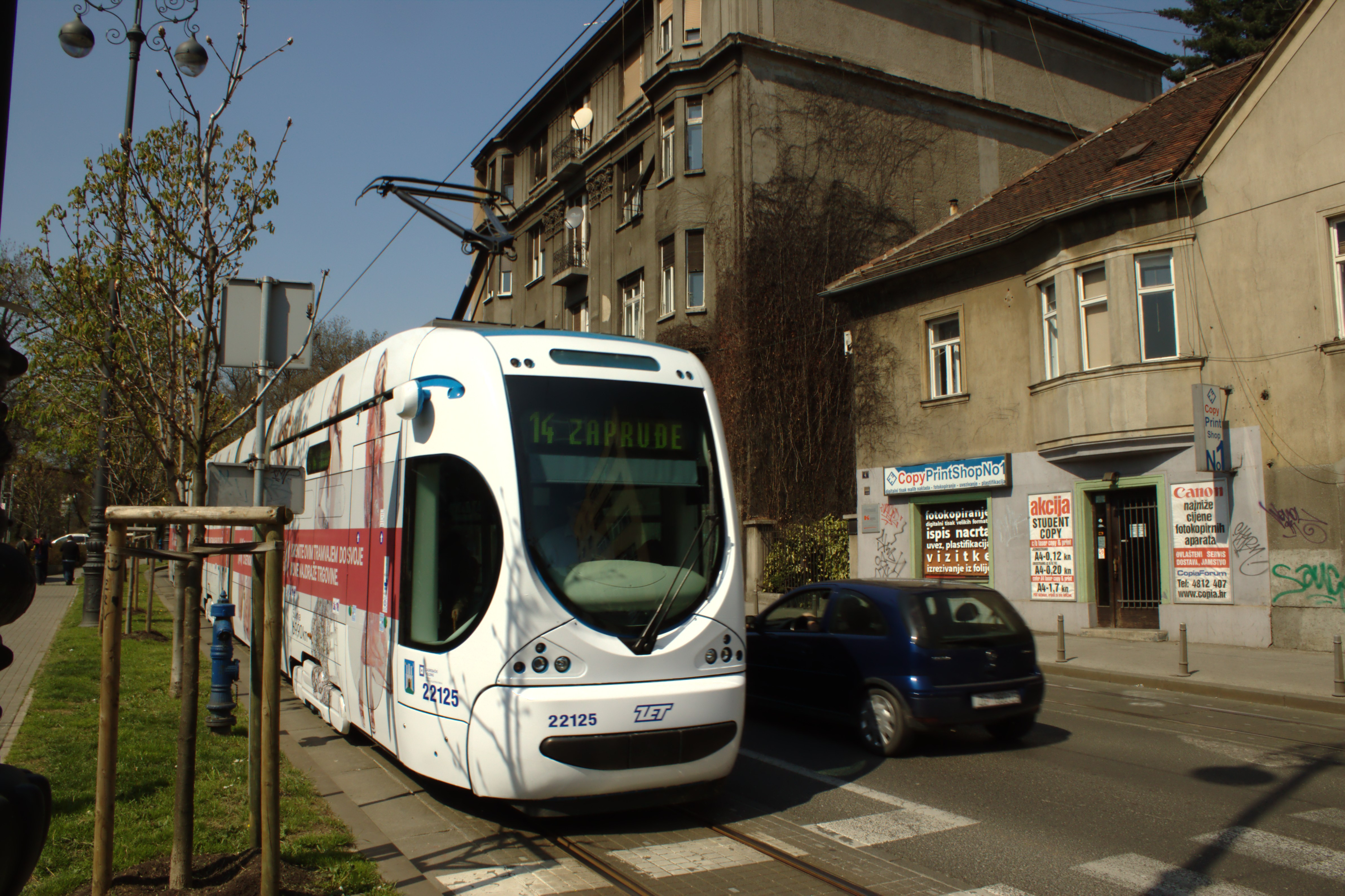
広告塗装（TMK 2200）

### リエパーヤ

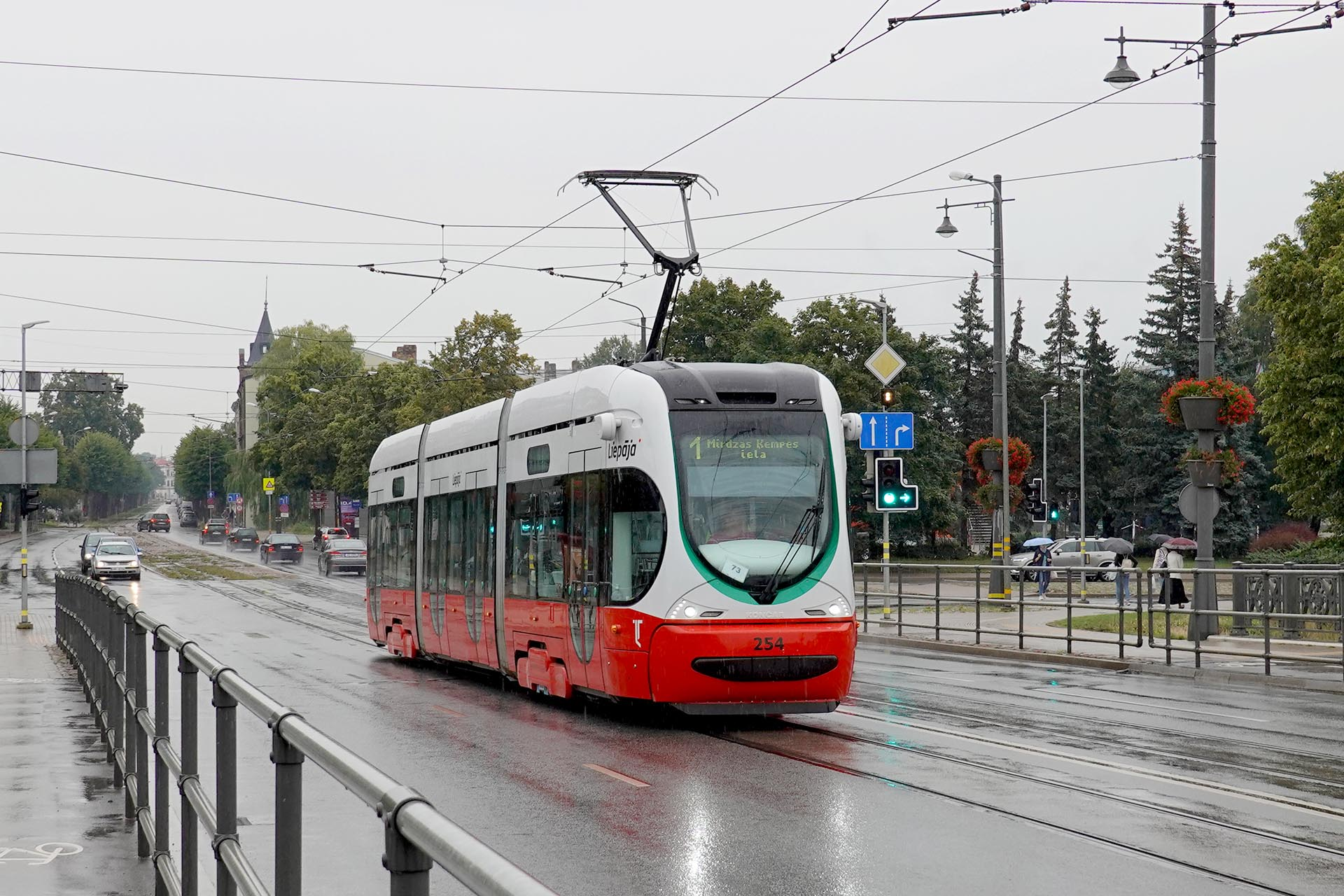
リエパーヤ市電のTMK 2300（2021年撮影）

ラトビアの都市・リエパーヤで路面電車（リエパーヤ市電）を運営するリエパーヤ路面電車会社（Liepājas tramvajs）は、従来の高床式電車（タトラKT4）の置き換えを始めとした近代化の一環として、2018年にコンサールとの間に3車体連接車のTMK 2300を導入する契約を交わした。当初は6両の製造を予定していたが、契約には8両の追加発注が可能なオプションも含んでおり、2020年にはこのオプション権を用いて6両の追加発注も実施された。リエパーヤの創立396周年の記念日である2021年3月18日から営業運転を開始し、2022年までに発注分の全12両（250 - 261）が導入されている。

### 未導入都市
クロトラムが開発した超低床路面電車はクロアチア国外からも高い注目を集め、以下の都市の路面電車では実車を用いた試運転も実施されたが、最終的に全て却下され、セルビアやチェコへの導入計画も失敗に終わった。そのため、上記の2箇所以外にクロトラムの路面電車が使用されている都市は2020年の時点で存在しない。
- ポーランド：ウッチ（ウッチ市電）
- フィンランド：ヘルシンキ（ヘルシンキ市電）
- ブルガリア：ソフィア（ソフィア市電）

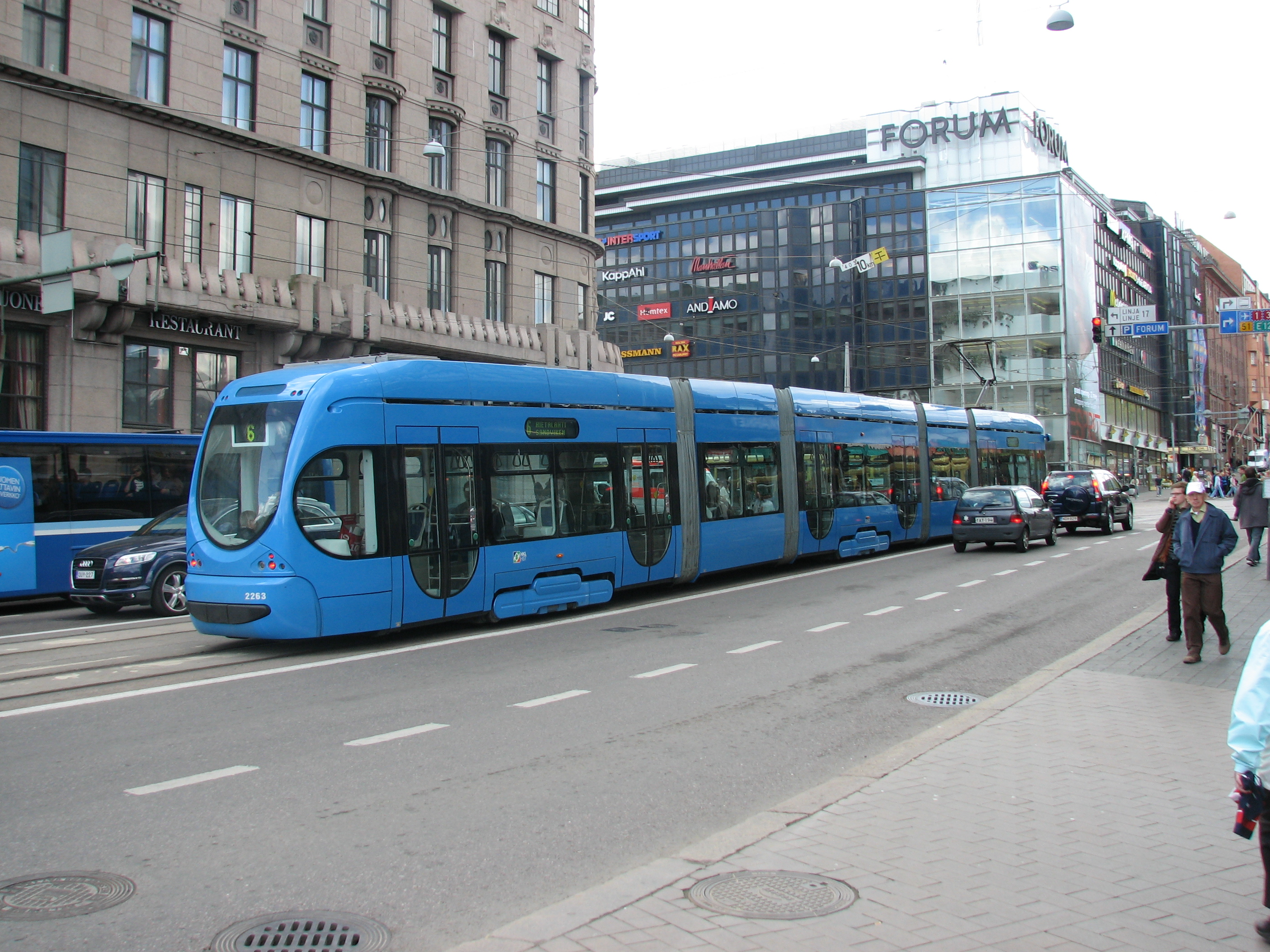
ヘルシンキ市電での試運転（2008年撮影）

## 関連項目

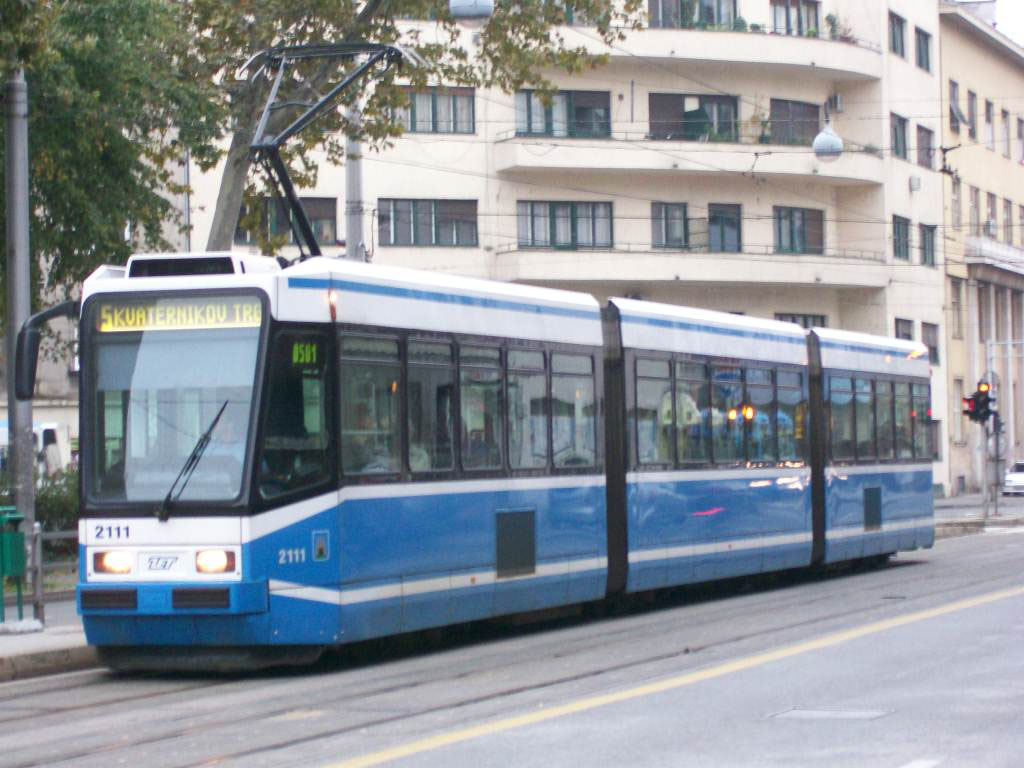
TMK 2100